# 阿德里安 (紐約州)
阿德里安（英語：Adrian）是位於美國紐約州斯托本縣的非建制地區。

## 歷史
阿德里安的郵局於1852年設立，其後於1945年停運。

## 地理
阿德里安所處的海拔為高於海平面346米（即1135英呎），而該地所採用的時區為UTC-5，即北美东部时区（EST）。同時該地設有夏令時間，為UTC-5調快一小時，即UTC-4（EDT）。